# Pozo de San Juan
El Pozo de San Juan fue una explotación minera subterránea situada en el municipio español de Andorra, en la provincia de Teruel, adscrita a las minas de Andorra. Fue construido en la década de 1950 para la extracción de carbón, si bien por problemas técnicos nunca llegaría a cumplir esta función. En la actualidad las instalaciones se encuentran preservadas y forman parte del espacio museístico MWINAS.

## Historia
A finales de la década de 1940 la empresa estatal ENCASO se asentó en la cuenca minera andorrana con el objetivo de explotar sus yacimientos carboníferos, para lo cual puso en marcha la construcción de varias explotaciones mineras. En las cercanías de la población de Andorra la empresa proyectó un pozo vertical desde el cual se iba a extraer el carbón, el que se conocería como «Pozo de San Juan». Llegó a levantarse un castillete de 47 metros de altura. El complejo minero llegó a estar enlazado con la línea Andorra-Escatrón a través de un ramal que partía de la estación de Andorra.
La perforación subterránea se inició en noviembre de 1950, aunque dos años después los trabajos atravesaron ciertas dificultades tras encontrar con un caudal de agua y los problemas que ello supuso. A pesar de ello, se optó por continuar perforando, labor que continuó hasta 1959. Para entonces se habían alcanzado los 386 metros de profundidad. Se acometió entonces la construcción de una galería de arrastre que comunicase con la mina Andorrana, mientras que en la superficie se construían edificios auxiliares: sala de máquinas, vestuarios, almacén, etc. En 1961 decidió dar carpetazo al proyecto debido a unas margas plásticas que se habían localizado en la zona. Aunque no se realizó extracción de carbón, el pozo sí sería empleado durante muchos años para bombear agua con la cual abastecer a la población del municipio de Andorra. Así mismo, los edificios del complejo fueron reutilizados con otros fines.